# Părău (gmina)
Părău – gmina w Rumunii, w okręgu Braszów. Obejmuje miejscowości Grid, Părău, Veneția de Jos i Veneția de Sus. W 2011 roku liczyła 1874 mieszkańców. 